# Paris-Roubaix de 1924
A 25.ª Paris-Roubaix teve lugar a 3 de abril de 1924 e foi vencida pelo belga Jules Van Hevel.

## Classificação final
|   | Ciclista        | Equipa          | Tempo |
| - | --------------- | --------------- | ----- |
| 1 | Jules van Hevel | Wonder          |       |
| 2 | Maurice Ville   | -               |       |
| 3 | Félix Sellier   | Alcyon-Dunlop   |       |
| 4 | Nicolas Frantz  | Alcyon - Dunlop |       |
| 5 | Henri Pélissier | Automoto        |       |
| 6 | Robert Gerbaud  | -               |       |
| 7 | Gaston Degy     | Griffon         |       |